# Kolding (stacja kolejowa)
Kolding - stacja kolejowa w Kolding, w Danii. Znajdują się tu 2 perony.